# 东城街道 (库车市)
东城街道，是中华人民共和国新疆维吾尔自治区阿克苏地区库车市下辖的一个乡镇级行政单位。

## 行政区划
东城街道下辖以下地区：
英阿瓦提路社区、也斯巴斯社区、克力塔什社区、塔运司社区、石化新村社区和天山东路社区。